# Piero Ricci (calciatore 1923)
Pietro Ricci, detto Piero (Vigevano, 20 febbraio 1923 – Vigevano, 19 ottobre 1982), è stato un calciatore italiano, di ruolo attaccante.

## Carriera
Nella stagione 1940-1941 esordisce in Serie C con la maglia del Vigevano, club della sua città natale, con cui gioca 2 partite di campionato. Rimane poi in rosa anche nella stagione 1941-1942 e nella stagione 1942-1943, chiuse entrambe con dei secondi posti in classifica. Nel campionato 1942-1943 gioca inoltre altre 4 partite.
Dopo la fine della seconda guerra mondiale riprende a giocare per il Vigevano: nella stagione 1945-1946 la squadra lombarda termina infatti il campionato di Serie B-C Alta Italia appaiata con l'Alessandria in vetta al girone A, arrivando poi terza nel girone finale per la promozione in Serie A dietro allo stesso Alessandria ed alla Pro Patria; nel corso della stagione Ricci gioca in totale 26 presenze, realizzando anche 6 reti. Viene poi riconfermato per la stagione 1946-1947, nella quale totalizza 23 presenze e 4 reti nel campionato di Serie B, mentre nella stagione 1947-1948 (terminata al nono posto in classifica nel girone A, ma con una retrocessione in Serie C a causa di una riforma dei campionati col ritorno al girone unico per la Serie B) gioca 5 partite nel campionato cadetto, senza mai segnare. Resta poi al Vigevano anche nella stagione 1948-1949, terminata con un ventesimo (ed ultimo) posto in classifica nel campionato di Serie C e quindi con la retrocessione nel campionato di Promozione, il massimo livello dilettantistico dell'epoca.
In carriera ha giocato complessivamente 54 partite in Serie B, nelle quali ha segnato in totale 10 reti.